# Giro de los Apeninos
El Giro de los Apeninos (oficialmente: Giro dell'Appennino) es una carrera ciclista de un día que se disputa anualmente en los Apeninos, en Italia.
Fue creada en 1934, y su recorrido varia por diferentes ciudades italianas como Novi Ligure, Chiavari, Génova, entre otros. La principal dificultad de los ciclistas es el Passo della Bocchetta, cima que culmina a 772 metros de altitud. La carrera forma parte del UCI Europe Tour en la categoría 1.1 y se disputa en el mes de abril.
Con seis victorias consecutivas entre 1977 y 1982, Gianbattista Baronchelli posee el récord de victorias.

## Palmarés
| Año                                                                  | Ganador                  | Segundo                     | Tercero                    |
| -------------------------------------------------------------------- | ------------------------ | --------------------------- | -------------------------- |
| 1934                                                                 | Augusto Como             | Giulio Campastro            | Luigi Cafferata            |
| 1935                                                                 | Augusto Como             | Mario De Benedetti          | Carlo Sbersi               |
| 1936                                                                 | Settimio Simonini        | Augusto Como Luigi Ferrando |                            |
| 1937                                                                 | Cino Cinelli             | Guerrino Tommasoni          | Augusto Como               |
| 1938                                                                 | Luigi Ferrando           | Achille Bucco               | Antonio Racca              |
| 1939                                                                 | Lorenzo Mazzarello       | Giovanni De Stefanis        | Fausto Coppi               |
| 1940-1945 ediciones no realizadas debido a la Segunda Guerra Mundial |                          |                             |                            |
| 1946                                                                 | Enrico Mollo             | Vittorio Rossello           | Egidio Feruglio            |
| 1947                                                                 | Alfredo Martini          | Egidio Feruglio             | Michele Motta              |
| 1948                                                                 | Settimio Simonini        | Severino Canavesi           | Vincenzo Rossello          |
| 1949                                                                 | Dino Rossi               | Renzo Soldani               | Pietro Giudici             |
| 1950                                                                 | Renzo Soldani            | Giancarlo Astrua            | Bortolo Bof                |
| 1951                                                                 | Rinaldo Moresco          | Giovanni Pettinati          | Franco Franchi             |
| 1952                                                                 | Giorgio Albani           | Giuseppe Minardi            | Rinaldo Moresco            |
| 1953                                                                 | Angelo Conterno          | Giovanni Pettinati          | Gianni Ghidini             |
| 1954                                                                 | Giorgio Albani           | Angelo Conterno             | Luigi Gabrioli             |
| 1955                                                                 | Fausto Coppi             | Bruno Monti                 | Aldo Moser                 |
| 1956                                                                 | Cleto Maule              | Bruno Monti                 | Giuseppe Buratti           |
| 1957                                                                 | Aurelio Cestari          | Giancarlo Astrua            | Bruno Costalunga           |
| 1958                                                                 | Cleto Maule              | Idrio Bui                   | Noè Conti                  |
| 1959                                                                 | Silvano Ciampi           | Walter Almaviva             | Nello Velucchi             |
| 1960                                                                 | Emile Daems              | Ercole Baldini              | Nino Defilippis            |
| 1961                                                                 | Adriano Zamboni          | Roberto Falaschi            | Federico Martín Bahamontes |
| 1962                                                                 | Franco Balmamion         | Gastone Nencini             | Idrio Bui                  |
| 1963                                                                 | Italo Zilioli            | Diego Ronchini              | Adriano Durante            |
| 1964                                                                 | Franco Cribiori          | Gianni Motta                | Franco Balmamion           |
| 1965                                                                 | Michele Dancelli         | Guido De Rosso              | Vito Taccone               |
| 1966                                                                 | Michele Dancelli         | Italo Zilioli               | Adriano Passuello          |
| 1967                                                                 | Michele Dancelli         | Franco Bitossi              | Guido De Rosso             |
| 1968                                                                 | Gianni Motta             | Roberto Ballini             | Alberto Della Torre        |
| 1969                                                                 | Felice Gimondi           | Gianni Motta                | Tomaso De Pra              |
| 1970                                                                 | Gianni Motta             | Pierfranco Vianelli         | Italo Zilioli              |
| 1971                                                                 | Gösta Pettersson         | Fabrizio Fabbri             | Mauro Simonetti            |
| 1972                                                                 | Felice Gimondi           | Franco Bitossi              | Michele Dancelli           |
| 1973                                                                 | Italo Zilioli            | Gianni Motta                | Michele Dancelli           |
| 1974                                                                 | Giovanni Battaglin       | Enrico Paolini              | Giacinto Santambrogio      |
| 1975                                                                 | Fabrizio Fabbri          | Walter Riccomi              | Mauro Simonetti            |
| 1976                                                                 | Francesco Moser          | Giovanni Battaglin          | Ronald De Witte            |
| 1977                                                                 | Gianbattista Baronchelli | Mario Beccia                | Wladimiro Panizza          |
| 1978                                                                 | Gianbattista Baronchelli | Alfio Vandi                 | Giuseppe Saronni           |
| 1979                                                                 | Gianbattista Baronchelli | Mario Beccia                | Bernt Johansson            |
| 1980                                                                 | Gianbattista Baronchelli | Mario Beccia                | Alfio Vandi                |
| 1981                                                                 | Gianbattista Baronchelli | Alfio Vandi                 | Wladimiro Panizza          |
| 1982                                                                 | Gianbattista Baronchelli | Franco Chioccioli           | Mario Beccia               |
| 1983                                                                 | Marino Lejarreta         | Emanuele Bombini            | Wladimiro Panizza          |
| 1984                                                                 | Mario Beccia             | Fabrizio Verza              | Wladimiro Panizza          |
| 1985                                                                 | Francesco Moser          | Alberto Volpi               | Marino Lejarreta           |
| 1986                                                                 | Gianni Bugno             | Francesco Moser             | Jens Veggerby              |
| 1987                                                                 | Gianni Bugno             | Alberto Volpi               | Pierino Gavazzi            |
| 1988                                                                 | Gianni Bugno             | Stefano Colagè              | Alberto Volpi              |
| 1989                                                                 | Moreno Argentin          | Gianni Bugno                | Giorgio Furlan             |
| 1990                                                                 | Flavio Giupponi          | Marco Lietti                | Antonio Fanelli            |
| 1991                                                                 | Dirk De Wolf             | Gianni Bugno                | Claudio Chiappucci         |
| 1992                                                                 | Claudio Chiappucci       | Leonardo Sierra             | Stefano Casagrande         |
| 1993                                                                 | Giuseppe Calcaterra      | Valerio Tebaldi             | Diego Trepin               |
| 1994                                                                 | Yevgueni Berzin          | Claudio Chiappucci          | Stefano della Santa        |
| 1995                                                                 | Francesco Casagrande     | Davide Rebellin             | Wladimir Belli             |
| 1996                                                                 | Wladimir Belli           | Pável Tonkov                | Gianni Faresin             |
| 1997                                                                 | Pável Tonkov             | Daniele Nardello            | Massimo Podenzana          |
| 1998                                                                 | Pável Tonkov             | Paolo Lanfranchi            | Davide Rebellin            |
| 1999                                                                 | Simone Borgheresi        | Pável Tonkov                | Daniele De Paoli           |
| 2000                                                                 | Mauro Zanetti            | Eddy Mazzoleni              | Paolo Lanfranchi           |
| 2001                                                                 | Aleksandr Shefer         | Raimondas Rumsas            | Serhi Honchar              |
| 2002                                                                 | Giuliano Figueras        | Aleksandr Shefer            | Faat Zakirov               |
| 2003                                                                 | Gilberto Simoni          | Marius Sabaliauskas         | Pável Tonkov               |
| 2004                                                                 | Damiano Cunego           | Giuliano Figueras           | Rinaldo Nocentini          |
| 2005                                                                 | Gilberto Simoni          | Luca Mazzanti               | Przemysław Niemiec         |
| 2006                                                                 | Rinaldo Nocentini        | Luca Mazzanti               | Eddy Ratti                 |
| 2007                                                                 | Alessandro Bertolini     | Kanstantsín Siutsou         | Ruslan Pidhorny            |
| 2008                                                                 | Alessandro Bertolini     | Eddy Ratti                  | Chris Froome               |
| 2009                                                                 | Vincenzo Nibali          | Leonardo Bertagnolli        | Marco Marzano              |
| 2010                                                                 | Robert Kiserlovski       | Domenico Pozzovivo          | Alessandro Bertolini       |
| 2011                                                                 | Damiano Cunego           | Emanuele Sella              | Luis Felipe Laverde        |
| 2012                                                                 | Fabio Felline            | Gianluca Brambilla          | Francesco Reda             |
| 2013                                                                 | Davide Mucelli           | Luca Mazzanti               | Iván Rovni                 |
| 2014                                                                 | Sonny Colbrelli          | Grega Bole                  | Miguel Ángel Rubiano       |
| 2015                                                                 | Omar Fraile              | Stefano Pirazzi             | Damiano Cunego             |
| 2016                                                                 | Serguéi Firsánov         | Francesco Gavazzi           | Mauro Finetto              |
| 2017                                                                 | Danilo Celano            | Egan Bernal                 | Manuel Senni               |
| 2018                                                                 | Giulio Ciccone           | Amaro Antunes               | Fausto Masnada             |
| 2019                                                                 | Mattia Cattaneo          | Fausto Masnada              | Simone Ravanelli           |
| 2020                                                                 | Ethan Hayter             | Alessandro Covi             | Jacopo Mosca               |
| 2021                                                                 | Ben Hermans              | Valerio Conti               | Enrico Battaglin           |
| 2022                                                                 | Louis Meintjes           | Natnael Tesfatsion          | Georg Zimmermann           |
| 2023                                                                 | Marc Hirschi             | Cristián Rodríguez          | Henok Mulubrhan            |
| 2024                                                                 | Jan Christen             | Simone Velasco              | Diego Ulissi               |
| 2025                                                                 |                          |                             |                            |

## Palmarés por países
| País        | Victorias |
| ----------- | --------- |
| Italia      | 70        |
| Rusia       | 4         |
| Bélgica     | 3         |
| España      | 2         |
| Suiza       | 2         |
| Croacia     | 1         |
| Kazajistán  | 1         |
| Suecia      | 1         |
| Reino Unido | 1         |
| Sudáfrica   | 1         |